# 男鹿市
男鹿市（日语：／ Oga shi */?）是位於日本秋田縣西北部的市。轄區地處男鹿半島上，當地人口則主要集中在男鹿線沿線車站的周邊地區。男鹿市擁有豐富的自然景觀，境內約三分之一的區域位於男鹿國定公園的範圍內，其地質景觀也和東邊的大潟村共同被認證為日本的地質公園。當地在對外通勤與就學上較依賴秋田市與東南邊的潟上市，近年來也利用其地理位置發展風力發電的相關產業。
男鹿市及周圍部分地區每年在除夕夜舉辦的生剝鬼節於近代被指定為日本的無形民俗文化財，並於2018年作為「來訪神: 假面・扮裝的眾神」的名單之一被聯合國教科文組織列為非物質文化遺產。

## 地理
男鹿市内約51.8%的面積被森林覆蓋，19.3%的土地為農業用地。轄區地處在由米代川和雄物川沖積而成，屬於陸連島的男鹿半島上，且轄區內約三分之一的區域位於男鹿國定公園的範圍內。西部坐落著本山等山岳，其周圍多為海階地形；東部則為寒風山。瀧川、野村川、鮪川等河流經市內，並在北邊注入日本海。而男鹿市地處的男鹿半島與東邊的大潟村於2011年4月以男鹿半島・大潟地質公園向日本地質公園網絡提出申請，於2011年9月被認證為日本的地質公園，並於2022年1月再度獲得認證。位於南部的船川港於明治43年（1910年）被指定為日本的重要港口，並於1995年6月建立秋田國家石油儲備基地，為日本規模最大的國家石油儲備庫之一。

### 氣候
男鹿市屬於日本海側氣候。當地的年均溫約為11℃，年降雨量則約1571.1毫米。當地的降雪期自12月初持續至隔年的3月下旬。因男鹿市冬季受到從日本海吹來的西北季風影響，因此氣溫寒冷且降雪量較多，但其降雪量仍然比秋田縣的內陸地區少。

## 歷史
根據日本書紀的記載，「男鹿」此一地名源自於阿倍比羅夫征討蝦夷時，居住在齶田地區的蝦夷酋長「恩荷」之名轉變而成。安土桃山時代初期，安東氏一族的安東愛季於元龜5年（1570年）統一整個安東氏，在天正5年（1577年）則對脇本城進行大規模的改建，並以此作為居城。關於脇本城確切的廢城時期，日本的文化廳認為是在天正18年（1590年）豐臣秀吉實施奧州仕置，至慶長7年（1602年）佐竹義宣興建久保田城期間被廢城。但男鹿市的教育委員會則認為脇本城在江戶時代初期才廢城。而脇本城的遺跡則於近代被指定為日本的史跡。
昭和29年（1954年）3月31日，船川港町、脇本村、五里合村、男鹿中村與戶賀村合併成男鹿市。昭和30年（1955年）3月31日，北浦町與船越町併入男鹿市。
昭和31年（1956年）4月1日，拂戶村與潟西村合併成琴濱村。昭和45年（1970年）11月1日，琴濱村改制並更名成若美町。平成17年（2005年）3月22日，男鹿市與若美町合併成現今的男鹿市。
昭和58年（1983年）的日本海中部地震在男鹿市造成23人死亡、217戶住宅全毀與452戶住宅半毀。

## 行政
現任市長菅原廣二於2025年3月在選舉中第2次自動當選，其任期將持續至2029年4月。

## 經濟
根據日本2015年的國勢調查統計，男鹿市的就業人口中有12%從事第一級產業，22.3%的就業人口從事第二級產業，其餘的65.6%則從事第三級產業。當地的農業以種植稻米為中心，近年來也開始生產日本梨、花卉、菸草等農產品。而男鹿市的地理環境使當地擁有秋田縣内規模最大的漁場之一。根據統計，2022年男鹿市的海洋漁業捕獲量約佔全縣總捕獲量的50%。
由於男鹿市地處的男鹿半島上擁有豐富的自然景觀，因此當地的觀光業相當發達。根據統計，2015年至2019年男鹿市每年約有186.8萬至258.9萬的遊客到訪。2020年和2021年受到嚴重特殊傳染性肺炎疫情的影響下降至161萬至170萬人。而近年來男鹿市也利用其地理優勢發展風力發電，並預計在日本海側的沿海地區興建離岸風力發電機。

## 教育
男鹿市内共有5所小學校、2所中學校與2所高等學校。根據2022年的統計，市內共有702名小學生、421名中學生與378名高等學校的學生。

## 交通
國道101號由北往南穿越男鹿市的中部地區，為當地重要的交通幹道之一。鐵路方面，東日本旅客鐵道的男鹿線通過男鹿市，並由西往東設置男鹿站、羽立站、脇本站和船越站。

## 姐妹城市
八峰町與以下外國行政區為友好姐妹城市:
| 國家 | 城市             | 締結日期      |
| ---- | ---------------- | ------------- |
| 美国 | 利文斯頓（加州） | 1994年8月18日 |

## 外部連結
- 男鹿市 （页面存档备份，存于）